# Molières 2009
La 23e cérémonie des Molières s'est déroulée le dimanche 26 avril 2009 au Théâtre de Paris, organisée par l'Association professionnelle et artistique du théâtre (APAT). Elle était présentée par Frédéric Mitterrand, sous la présidence d'honneur de Bernard Giraudeau.
Les nominations ont été annoncées le 30 mars.

## Molière du comédien
- Patrick Chesnais dans Cochons d'Inde 
  - Jacques Bonnaffé dans L'Oral et Hardi
  - Claude Duparfait dans Tartuffe
  - Samuel Labarthe dans Très chère Mathilde
  - Claude Rich dans Le Diable rouge
  - Wladimir Yordanoff dans Coriolan

## Molière de la comédienne
- Anne Alvaro dans Gertrude (le cri) 
  - Zabou Breitman dans Des gens
  - Marie Laforêt dans Master Class
  - Christine Murillo dans Vers toi terre promise
  - Dominique Reymond dans La Nuit de l'iguane
  - Mélanie Thierry dans Baby Doll

## Molière du comédien dans un second rôle
- Roland Bertin dans Coriolan 
  - Sébastien Castro dans Le Comique
  - Jean-Claude Durand dans Le Jour se lève, Léopold !
  - Guillaume Gallienne dans Fantasio
  - Arthur Jugnot dans Chat en poche
  - Sébastien Thiéry dans Cochons d'Inde
  - Nicolas Vaude dans Elle t'attend

## Molière de la comédienne dans un second rôle
- Monique Chaumette dans Baby Doll 
  - Hélène Alexandridis dans Madame de Sade
  - Christiane Cohendy dans Equus
  - Annie Mercier dans Tartuffe
  - Martine Schambacher dans La Charrue et les étoiles
  - Josiane Stoléru dans Cochons d'Inde

## Molière de la révélation théâtrale
- Aude Briant dans Le Journal à quatre mains
- David Lescot dans La Commission centrale de l'enfance 
  - Julien Alluguette dans Equus
  - Nouara Naghouche dans Sacrifices

## Molière du théâtre privé
- Des gens de Raymond Depardon, mise en scène Zabou Breitman, Petit Montparnasse 
  - Baby Doll de Tennessee Williams, mise en scène Benoît Lavigne, Théâtre de l'Atelier
  - Le Diable rouge d'Antoine Rault, mise en scène Christophe Lidon, Théâtre Montparnasse
  - Journal à quatre mains de Flora Groult et Benoîte Groult, mise en scène Panchika Velez, Poche Montparnasse

## Molière du théâtre public
- Coriolan de William Shakespeare, mise en scène Christian Schiaretti, TNP Villeurbanne 
  - Figaro divorce d'Ödön von Horváth, mise en scène Jacques Lassalle, Comédie-Française
  - Par-dessus bord de Michel Vinaver, mise en scène Christian Schiaretti, TNP Villeurbanne
  - Tartuffe de Molière, mise en scène Stéphane Braunschweig, Théâtre national de Strasbourg

## Molière de l'auteur francophone vivant
- Jean-Claude Grumberg pour Vers toi terre promise 
  - Pierre Notte pour Deux petites dames vers le nord
  - Joël Pommerat pour Je tremble
  - Antoine Rault pour Le Diable rouge
  - Sébastien Thiéry pour Cochons d'Inde
  - Michel Vinaver pour Par-dessus bord

## Molière du metteur en scène
- Christian Schiaretti pour Coriolan 
  - Stéphane Braunschweig pour Tartuffe
  - Benoît Lavigne pour Baby Doll
  - Christophe Lidon pour Le Diable rouge
  - Didier Long pour Equus
  - Stanislas Nordey pour Incendies

## Molière de l'adaptateur
- Zabou Breitman pour Des gens 
  - Philippe Djian pour La Ville de Martin Crimp
  - Pierre Laville pour Baby Doll
  - André Markowicz pour Cœur ardent

## Molière du décorateur scénographe
- Catherine Bluwal pour Le Diable rouge 
  - Giorgio Barberio Corsetti et Cristian Taraborrelli pour Gertrude (le cri)
  - Stéphane Braunschweig et Alexandre de Dardel pour Tartuffe
  - Laurence Bruley pour Baby Doll

## Molière du créateur de costumes
- Claire Risterucci pour Madame de Sade 
  - Claire Belloc pour Le Diable rouge
  - Emmanuel Peduzzi pour Les Deux Canards
  - Thibault Vancraenenbroeck pour Tartuffe

## Molière du créateur de lumières
- Marie-Hélène Pinon pour Le Diable rouge 
  - Daniel Jeanneteau et Marie-Christine Soma pour Feux - Rudimentaire, La Fiancée des Landes, Forces
  - Fabrice Kebour pour Baby Doll
  - Éric Soyer pour Le Canard sauvage

## Molière de la pièce comique
- Cochons d'Inde de Sébastien Thiéry, mise en scène Anne Bourgeois, Théâtre Hébertot 
  - Chat et Souris de Ray Cooney, mise en scène Jean-Luc Moreau, Théâtre de la Michodière
  - Le Comique de Pierre Palmade, mise en scène Alex Lutz, Théâtre Fontaine
  - Les Deux Canards de Tristan Bernard et Alfred Athis, mise en scène Alain Sachs, Théâtre Antoine

## Molière du spectacle musical
- L'Opéra de Sarah - avant l'Amérique d'Alain Marcel, mise en scène de l'auteur, Théâtre de l'Œuvre 
  - L'Araignée de l'éternel de Claude Nougaro, mise en scène Christophe Rauck, Le Grand T, Nantes
  - Lady in the Dark de Kurt Weill, mise en scène Jean Lacornerie, Théâtre la Renaissance, Oullins
  - Panique à bord de Stéphane Laporte, mise en scène Agnès Boury, Théâtre Tristan Bernard

## Molière du spectacle jeune public
- 86 cm d'Alice Laloy, La Compagnie s'appelle reviens
- In 1 et 2 d'Isabelle Hervouët, Compagnie Skappa 
  - La Maison de Nathalie Pernette, Compagnie Pernette
  - L'Enfant et les ténèbres ou La Nuit électrique de Mike Kenny, mise en scène Marc Lainé, Comédie de Valence

## Molière des compagnies
- L'Oral et Hardi de Jean-Pierre Verheggen, mise en scène Jacques Bonnaffé, Compagnie Faisan 
  - Feux (Rudimentaire/La Fiancée des Landes/Forces) de August Stramm, mise en scène Daniel Jeanneteau et Marie-Christine Soma, Compagnie La part du vent
  - Le Jour se lève, Léopold ! de Serge Valletti, mise en scène Michel Didym, Compagnie Boomerang
  - Madame de Sade de Yukio Mishima, mise en scène Jacques Vincey, Compagnie Sirènes